# Émile Magne
Émile Magne (* 1877 in Dax, Aquitanien; † 1953 in Saint-Maur-des-Fossés, Île-de-France) war ein französischer Kunsthistoriker und Literaturkritiker.

## Leben
Nach dem Studium in Bordeaux und Abschluss an der Sorbonne 1898 fertigte er seine erste literarische Studie über Dokumentationsfehler in dem Werk Cyrano de Bergerac von Edmond Rostand. Es folgte eine Reihe weiterer Forschungen und Kritiken vor allem der Literatur des 17. Jahrhunderts. Sein Werk umfasst über 50 Bände. Neben zahlreichen anderen Ehrungen war er Kommandeur der Ehrenlegion.

## Rezeption
Robert Merle griff beim Schreiben seiner Romanserie Fortune de France auf Émile Magnes Werk La vie quotidienne au temps de Louis XIII. (1942) zurück. Das „schöne Buch“, welches im Jahr seines Erscheinens in Frankreich „ein glänzender Verkaufserfolg wurde“, sei „für einen Romanautor eine geradezu fesselnde Lektüre.“

## Auszeichnungen
- Croix de guerre
- Ehrenlegion: Ritter der Ehrenlegion (1920), Offizier der Ehrenlegion (1927), Kommandeur der Ehrenlegion (1949)